# Чотири столиці (поїзд)
"Чотири столиці" —міжнародний фірмовий поїзд №31/32 сполученням Київ — Мінськ — Вільнюс — Рига, який сполучав чотири столиці європейських країн.

## Історія
28 вересня 2018 року зі станції Київ-Пасажирський було урочисто відправлено в перший рейс міжнародний поїзд № 31/32 сполученням Київ — Рига. Цей проєкт тривалий час просувався під назвою «Поїзд чотирьох столиць».
Сполучення України з Балтійськими країнами було ще давно, причому існували пасажирські поїзди не лише до Києва, але й до Одеси, Сімферополя. У 1990-ті роки цей напрямок втратив пасажирське сполучення. Залишалися лише щоденний поїзд «Білий лелека» сполученням Мінськ — Київ та транзитний поїзд «Ладога» через Білорусь (формуванням Жовтневої залізниці) через день з поїздом «Либідь» (формуванням «Укрзалізниці») сполученням Київ — Санкт-Петербург. 
Вперше про ідею відновлення сполучення було запропоновано у 2016 році. Загалом, влітку було затверджено графік руху поїзда, з курсуванням один раз на тиждень. Поїзд на початку мав отримати назву «Балтійський експрес» — назва частково поетична, тим паче що до Риги вже курсував поїзд під такою ж назвою з Санкт-Петербургу, але в підсумку поїзд отримав назву «Чотири столиці».
Поїзд в Білорусі, Литві та Латвії зупинявся не лише в столицях, а й інших містах. В Україні поїзд мав дуже цікавий маршрут — поїзди з Києва до Білорусі зазвичай прямували у напрямку Ніжина і далі до державного кордону, цей же поїзд прямував з іншого боку і прямував у напрямку Коростеня, проте тарифних зупинок, крім Києва немав. Тож прикордонний контроль здійснювався саме у Києві. Цікавим фактом є те, що квиток на цей поїзд до Вільнюса коштував дешевше, ніж до Мінська, хоча Мінськ за відстанню був значно ближче.
Рухомий склад поїзда складався з вагонів Ammendorf 1986—1990 років випуску, які пройшли капітальний ремонт. В складі поїзда курсували 6 купейних, 3 плацкартних та 1 вагон класу «Люкс», серед купейних виділявся вагон № 6, в якому були окремі жіночі та чоловічі купе.
27 вересня 2018 року поїзд перебував на презентації нового логотипу «Укрзалізниці». 
У свій перший рейс вирушив з Києва о 14:07 28 вересня 2018 року під звуки «Ода до радості» Людвіга ван Бетховена.
Загалом за період з кінця вересня 2018 року до початку вересня 2019 року, поїздом скористались 25,4 тис. пасажирів. У середньому викуповувалося 57 % місць.
Очікувалося у майбутньому, що маршрут руху поїзда буде подовжено до столиці Естонії — Таллінна, щоб додати до маршруту і п'яту столицю, якщо не 2019 року, то наступного 2020 року.
|  | «Сподіваюся, до кінця 2018 року вирішимо технічні питання», — розповів тодішній голова «Укрзалізниці» Євген Кравцов |

16 березня 2020 року поїзд не вирушив через карантинні обмеження на COVID-19 у Литві та Латвії.
З 17 березня 2020 року поїзд скасований через пандемію COVID-19, рух планувалося відновити після поліпшення епідеміологічної ситуації.
22 березня 2020 року відбувся евакуаційний рейс за маршрутом Київ — Рига — Київ.

## Інформація про курсування
З часу запуску в складі поїзда курсував 1 раз на тиждень плацкартний вагон безпересадкового сполучення Мінськ — Рига. З 30 січня 2019 року рейси виконувалися 1 раз на 4 дні. Станом на січень 2019 року заповненість поїзда у напрямку Київ — Рига складала 49 %, у зворотному — 40 %.
З 2 березня 2019 року в складі поїзда курсували два плацкартних вагони, вартість проїзду в яких була значно нижча, ніж у купейних вагонах. 
На маршруті руху поїзд здійснював зупинки на 11 проміжних станціях: Словечно, Калинковичі, Жлобин-Пасажирський, Мінськ-Пасажирський, Молодечно, Сморгонь, Гудогай, Кяна, Вільнюс, Шяуляй та Єлгава. Проведення прикордонно-митних процедур відбувалося на станції Київ-Пасажирський і відправлявся завжди лише з платформи № 1. Перед відправленням зі станції Київ-Пасажирський в поїзді за півгодини до відправлення, о 12:45, зачинялися двері для пасажирів через проходження митного та прикордонного контролю.
| Розклад руху поїзда «Чотири столиці» (з 28.10.2019 по 16.03.2020 | Розклад руху поїзда «Чотири столиці» (з 28.10.2019 по 16.03.2020 | Розклад руху поїзда «Чотири столиці» (з 28.10.2019 по 16.03.2020 | Розклад руху поїзда «Чотири столиці» (з 28.10.2019 по 16.03.2020 | Розклад руху поїзда «Чотири столиці» (з 28.10.2019 по 16.03.2020 |
| Час прибуття                                                     | Час відправлення                                                 | Станція                                                          | Час прибуття                                                     | Час відправлення                                                 |
| ---------------------------------------------------------------- | ---------------------------------------------------------------- | ---------------------------------------------------------------- | ---------------------------------------------------------------- | ---------------------------------------------------------------- |
| —                                                                | 13:10                                                            | Київ                                                             | 15:52                                                            | —                                                                |
| 23:35                                                            | 00:05                                                            | Мінськ                                                           | 06:09                                                            | 06:34                                                            |
| 03:25                                                            | 03:30                                                            | Вільнюс                                                          | 00:30                                                            | 00:35                                                            |
| 08:08                                                            | —                                                                | Рига                                                             | —                                                                | 19:40                                                            |

## Склад поїзда
Поїзд «Чотири столиці» складався з 10 вагонів:
- 6 купейних;
- 1 вагон класу «Люкс»;
- 3 плацкартних.

Евакуаційний рейс у березні 2020 року:
- 18 купейних на евакуаційний рейс.